# Ebba Hedqvist (ishockeyspelare)
Ebba Henrietta Hedqvist, född 30 september 2006 i Själevad, är en svensk ishockeyspelare som spelar för Modo. Hon medverkade i svenska U-18-laget som tog VM-silver 2023. Hedqvist medverkar i landslaget och har spelat i VM både 2023 och 2024.